# Mosteiros (Arronches)
Mosteiros ist eine Gemeinde (Freguesia) im portugiesischen Kreis (Concelho) von Arronches. In ihr leben 366 Einwohner (Stand 19. April 2021).

## Sehenswürdigkeiten
Urgeschichtliche Grabstätten, darunter zwei Antas, liegen im Gemeindegebiet. Zu den weiteren Baudenkmälern der Gemeinde zählen u. a. Sakralbauten, öffentliche Gebäude, Wassermühlen, und die Brücke Ponte do Crato aus dem 15. Jahrhundert.

## Verwaltung
Folgende Orte liegen in der Gemeinde (Freguesia) Mosteiros:
- Casa Nova da Sobreira
- Colmeal
- Barulho
- Fazenda Nova
- Joinal
- Moeda
- Nave Fria
- Sobrado
- Outeiro
- Pomarinho
- Pomar de Zuzarta
- Pombal
- Serrinha